# Erebia hispania
Erebia hispania és una espècie de lepidòpter papilionoïdeu de la família dels nimfàlids (Nymphalidae) endèmica de Sierra Nevada.

## Distribució
Erebia hispania és endèmica de Sierra Nevada. El tàxon rondoui, abans considerat com a subespècie de Erebia hispania, és ara considerat com una espècie diferent (com a resultat d'estudis moleculars): Erebia rondoui, endèmic dels Pirineus (Estats d'Espanya, França). Als Pirineus, Erebia rondoui es troba entre els 1.650 i 2.300 metres d'altitud mentre que a Serra Nevada es localitza entre els 2.000 i 2.900.

## Hàbitat
Pendents obertes, rocoses i herboses; sobre terreny calcari o no. L'eruga s'alimenta de Festuca ovina, Festuca rubra, Poa annua, Poa pratensis i Poa alpina.

## Període de vol i hibernació
Una generació a l'any. Als Pirineus entre començaments de juliol i mitjans d'agost i a Serra Nevada entre mitjans de juny i finals d'agost, segons l'altitud i localitat. Hiberna com a eruga.

## Altres dades
Les diferències de coloració entre mascles i femelles fan que es pugui identificar el sexe en l'estat larvari i pupal.